# Рёттигер, Ганс

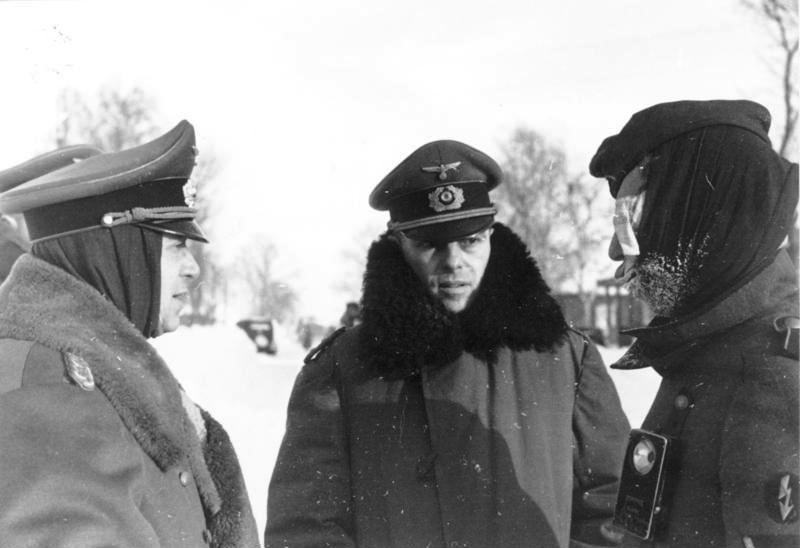
Рёттигер (в центре) и генерал Рихард Руофф беседуют с раненым солдатом 4-й танковой армии. Оккупированные территории СССР, ноябрь 1941 года.

Ганс Рёттигер (нем. Hans Röttiger; 16 апреля 1896, Гамбург — 15 апреля 1960, Бонн) — германский военный деятель, генерал танковых войск вермахта, генерал-лейтенант бундесвера, занимавший должность начальника штаба армии.

## Биография
В 1914 году начал службу в артиллерии прусской армии и с 1915 года служил в звании 2-го лейтенанта в 20-м Лауэнбургском артиллерийском полку.
После окончания Первой мировой войны он был принят на службу в рейхсвер и с 1925 года в звании 1-го лейтенанта служил на различных должностях, в том числе в качестве офицера батареи, адъютанта батальона и командира батареи.
После получения образования при генштабе, замаскированного из-за ограничений, наложенных Версальским договором, под «высшее командное вспомогательное образование», Рёттигер был в 1931 году назначен капитаном мобильной десантной роты. После этого он получил назначение в генштаб армии.
В начале Второй мировой войны Рёттигер получил звание подполковника и служил начальником генштаба VI армейского корпуса.
В ходе Французской кампании он был переведён в созданный в 1940 году XXXXI армейский корпус, где служил начальником штаба. В этой должности в январе 1941 года он был повышен в звании до полковника.
Во время кампании на Восточном фронте против СССР Рёттигер был в январе 1942 года назначен начальником генерального штаба 4-й танковой армии, чуть позже получив звание генерал-майора. По состоянию на апрель 1942 года он осуществлял те же функции в 4-й армии. Впоследствии с июля 1943 года служил начальником генерального штаба группы армий А на оккупированных территориях СССР под командованием фельдмаршала Эвальда фон Клейста и по состоянию на июнь 1944 года — на той же должности в группе армий С в Италии под командованием фельдмаршала Альберта Кессельринга. 30 января 1945 года был назначен генералом танковых войск. В конце войны попал в плен к союзникам и был выпущен в 1948 году.
В 1950 году он был участником на конференции по перевооружению армии ФРГ, проходившей в Химмеродском монастыре, где присоединился к Химмеродскому меморандуму. Через год после основания бундесвера, в 1956 году, Рёттигер получил звание генерал-лейтенанта и должность члена военного совета руководства. 21 сентября 1957 года, он стал первым инспектором армии и сыграл важную роль в создании новой немецкой армии. 15 апреля 1960 года Рёттигер умер в своем кабинете. Он был похоронен на кладбище Охлсдорф в Гамбурге.
В его честь названа одна из казарм Гамбурга в Нойграбен-Фишбеке.

## Награды
- Железный крест (1914) 2-го и 1-го класса (Королевство Пруссия)
- Ганзейский крест Гамбурга
- Почётный крест Первой мировой войны 1914/1918 с мечами
- Медаль «За выслугу лет в вермахте» с 4-го по 2-й класс
- Пряжка к Железному кресту (1939) 2-го и 1-го класса
- Немецкий крест в золоте (26 января 1942)